# Cirilo de Alexandria
Cirilo de Alexandria (c. 375 ou 378 – 444) foi Patriarca de Alexandria quando a cidade estava no auge de sua influência e poder no Império Romano. Um dos Padres gregos, Cirilo escreveu extensivamente e foi protagonista nas controvérsias cristológicas do final do século IV e do século V. Foi uma figura central no Primeiro Concílio de Éfeso, em 431, que levou à deposição do patriarca Nestório de Constantinopla. Ele é listado entre os Pais e os Doutores da Igreja, e, por sua reputação no mundo cristão, é conhecido como "Pilar da Fé" e "Selo de Todos os Pais". Entretanto, os bispos nestorianos no Segundo Concílio de Éfeso o declararam herético, rotulando-o como um "monstro, nascido e criado para a destruição da Igreja".

## Biografia
Cirilo nasceu por volta de 375 ou 378 em uma vila chamada "Didusja" (em copta) e "Teodósio" (em grego), segundo João de Niciu, provavelmente a moderna El-Mahalla El-Kubra ou nas proximidades. Porém autores posteriores, especialmente gregos, apontam Alexandria como sua cidade natal, o que várias fontes modernas corroboram. Sua mãe seria natural de Mênfis e passou algum tempo em conventos em Alexandria antes de se casar.

### Educação
Em 385 Teófilo assumiu a posição de Patriarca de Alexandria. Ele era tio de Cirilo e cuidou da educação de seu sobrinho em Alexandria. Cirilo recebeu uma educação clássica e teológica, provavelmente estudando gramática entre os doze e quatorze anos de idade (390-392), retórica e humanidades dos quinze aos vinte e, por fim, teologia e estudos bíblicos entre 398 e 402. Provavelmente entrou em contato com os autores que influenciariam sua exegese nesse último período. Entre suas leituras, se destacam Atanásio, Orígenes, Clemente de Alexandria, Basílio de Cesareia, Eusébio de Cesareia, Dídimo, o Cego e até mesmo João Crisóstomo, a quem viria a citar extensivamente apesar do Sínodo do Carvalho, que o depôs. Outra influência relevante foi Isidoro de Pelúsio, importante líder nos círculos monásticos do Egito, dezoito anos mais velho que Cirilo. Embora a relação entre os dois ainda precise ser clarificada, Isidoro escrevia-lhe frequentemente, geralmente em um tom crítico de surpreendente franqueza para um clérigo provincial, embora não houvesse sinal de ressentimento entre os dois. Por isso, cogita-se que Isidoro seria um conselheiro respeitado por Cirilo e talvez tenha sido mentor do futuro patriarca.
Se Cirilo foi a mesma pessoa citada por Isidoro, então ele viveu um tempo como monge. Segundo Gibbon, Cirilo teria passado cinco anos de sua juventude nos mosteiros da Nítria até Teófilo chamá-lo à cidade. Uma carta de Isidoro em que ele reclama do excesso de "interesses mundanos" de Cirilo, contrários ao ideal da busca da solidão, também é utilizada para sustentar essa tese. Entretanto, não é certo que Cirilo tenha passado pela vida monástica. O fato de nunca mencionar este suposto fato ao escrever para monges egípcios, já como arcebispo em Alexandria, é considerado surpreendente (um argumentum e silentio). Severo de Antioquia tinha dúvidas sobre essa tradição enquanto ibne Almocafa a defende, mas cita Serapião, o Sábio, como mentor de Cirilo ao invés de Isidoro, mas é considerado uma fonte pouco confiável. McGuckin cogita que, afinal, Cirilo tenha passado algum tempo em mosteiros como parte de sua educação para a vida eclesiástica, dada a importância dessas instituições para o cristianismo egípcio à época.

### Início da carreira eclesiástica e Sínodo do Carvalho
Em 403, com aproximadamente vinte e cinco anos, Cirilo terminou seus estudos e foi ordenado leitor da igreja alexandrina ao lado de seu tio patriarca. A partir daí, ascendeu a cargos eclesiásticos mais altos, mas provavelmente já estava ligado às esferas superiores da Igreja de Alexandria desde o começo da carreira. McGuckin lembra que, à época do Concílio de Éfeso, Nestório havia ocupado o trono em Constantinopla por apenas um ano enquanto Cirilo já teria vinte e cinco anos de contato e experiência com a política da Igreja no nível mais alto, o que pode ter sido decisivo para o resultado do concílio.
No mesmo ano, Cirilo acompanhou Teófilo ao Sínodo do Carvalho, realizado em Calcedônia, e que resultou na deposição de São João Crisóstomo do Patriarcado de Constantinopla. Teófilo teve um papel central na deposição, um posicionamento que causou atrito com Roma, que exigia a reabilitação de João, e abalou as relações entre as duas sés até os primeiros anos do patriarcado de Cirilo.
Durante o patriarcado do tio, Cirilo apoiou a deposição de João Crisóstomo e, no início de seu patriarcado, rejeitou a restauração do nome de Crisóstomo nas comemorações em Constantinopla e Antioquia. Entretanto, desde por volta de 417, o patriarca alexandrino começou uma longa e diplomática reabilitação de João, abandonando aos poucos a posição de Teófilo e adotando a sua própria, reduzindo o desconforto da Cúria Romana. Crisóstomo foi posteriormente muito citado nos sermões de Cirilo, que o considerava um exemplo de ortodoxia. Não se sabe, porém, se esta reabilitação levou à restauração do nome de João aos dípticos da igreja alexandrina. Tampouco conhecemos com certeza com que intensidade Cirilo respeitava João: enquanto João de Niciu afirma que o patriarca o considerava um "professor" e restaurou sua honra com "grande alegria", Nestório afirma que Cirilo venerava as relíquias de João Crisóstomo relutantemente. McGuckin cogita que a resposta está entre esses extremos.

### Início do Patriarcado de Alexandria
Teófilo faleceu em 15 de outubro de 412. O patriarcado foi disputado, então, entre Cirilo e o arcediago Timóteo, que era, segundo McGuckin, o favorito de Constantinopla. Da disputa, evoluiu um tumulto, resultado do conflito entre os defensores de cada um dos candidatos. Embora Timóteo tivesse o apoio de Abundâncio, o comandante das tropas romanas no Egito, Cirilo venceu: foi feito patriarca em 18 de outubro, três dias depois da morte de Teófilo, com o apoio do povo.
À época, o patriarcado de Alexandria já era poderoso, uma ascensão que remontava à época de Atanásio e devia muito ao controle que tinha sobre as hordas de monges armados chamados parabolanos. O patriarca conseguia impor-se ante a corte imperial e seu poder rivalizava até com o do prefeito da cidade. Assim, o novo patriarca passou a exercer mais funções que seu antecessor, assumindo a administração de questões seculares e outras que estavam sob a autoridade do prefeito civil. Segundo Gibbon, liderados por Cirilo, os parabolanos controlavam os programas de caridade e os prefeitos egípcios temiam sua influência. À época, Alexandria, habitada por judeus, pagãos e cristãos, era conhecida pela instabilidade e, segundo Sócrates de Constantinopla, nenhuma outra cidade era mais propensa a tumultos, sempre violentos. 

### Expulsão dos Novacianos
Cirilo fechou as comunidades dos novacianos e tomou seus objetos sacros. Os novacianos eram a seita dos seguidores do antipapa Novaciano que separaram-se da Igreja basicamente porque acreditavam que os cristãos que apostataram durante a perseguição de Décio (os lapsi) não podiam ser perdoados e nem readmitidos. Entretanto, suas práticas condiziam com a dos cristãos em quase todos os demais aspectos, e Gibbon os descreve como "os mais inocentes e inofensivos dos sectários". Segundo Sócrates, o bispo novaciano Teopempto teve também suas posses confiscadas.

### Conflito com Orestes e a comunidade judaica
A comunidade judaica de Alexandria era grande - Gibbon cita 40 000 pessoas na época de Cirilo - e tradicional. Presentes na cidade desde sua fundação sete séculos antes, eram bem sucedidos e protegidos pela lei secular.
Sócrates Escolástico conta que, durante uma deliberação sobre alguma festividade dos judeus, eles acusaram um monge Hierax, um exaltado seguidor de Cirilo, de incitar tumulto entre os presentes. Orestes, o prefeito, que invejava o poder dos bispos, aproveitou para prendê-lo, torturá-lo e assassiná-lo em público. Cirilo se encontrou com os principais líderes judeus e os ameaçou. Eles, por sua vez, organizaram um ataque aos cristãos: saíram em uma noite pelas ruas anunciando um suposto incêndio em uma igreja. À medida que os cristãos saíam para salvar o edifício, os judeus os assassinavam. Contudo, Gibbon cogita que a morte dos cristãos possa ter sido acidental, mas, seja como for, sabe-se que cristãos foram mortos por judeus.
Cirilo respondeu aos ataques indo às sinagogas acompanhado por uma multidão e prendendo os judeus à força. Pegos de surpresa, não puderam se defender e acabaram expulsos da cidade. As sinagogas foram demolidas e os bens dos judeus, saqueados. Vários historiadores afirmam que praticamente todos foram expulsos da cidade, enquanto que outros consideram a afirmação exagerada.
Orestes não gostou do resultado, pois a perdeu de uma grande parte da população sob seu comando e, além disso, os judeus eram protegidos pelas leis. Ele comunicou o ocorrido ao imperador Teodósio, mas Élia Pulquéria, a imperatriz-regente, era profundamente cristã e implantou uma comissão de inquérito para avaliar a situação. Cirilo escreveu-lhe também, afirmando que a expulsão dos judeus fora um ato para proteger os cristãos.
Em 416, Edésio, o investigador enviado por Constantinopla, concluiu que os parabolanos eram uma ameaça à segurança pública. Como consequência, limitou-se o número deles a quinhentos; além disto, o grupo passaria a estar subordinado ao prefeito e não mais ao patriarca. A nova legislação ainda admoestava o bispo a manter-se distante da política: "apraz Nossa Clemência [o imperador] que os clérigos não devam ter nada em comum com questões públicas ou temas pertinentes ao senado municipal." Entretanto, dois anos depois, haveria uma notável restauração do poder de Cirilo: o número de parabolanos subiu para 600 e eles foram novamente colocados sob direção do patriarca.

#### Ataque a Orestes
Apesar disso, as reclamações do prefeito, afirma Gibbon, descontentaram alguns monges nitrianos. Quando a carruagem de Orestes passava pelas ruas da cidade, cerca de quinhentos deles atacaram-na, acusando o prefeito de paganismo. A maioria dos guardas do prefeito fugiu e, apesar de Orestes afirmar que era cristão batizado, acabou ferido por uma pedrada na cabeça. 
A população alexandrina dispersou os monges e Amônio, o monge que lançara a pedra, foi capturado. Como punição, foi torturado publicamente até à morte. Cirilo tomou o corpo do torturado, levou-o a uma igreja e mandou listá-lo entre os mártires, intitulando-o Thaumasius.  Segundo Sócrates, este ato foi malvisto, mesmo entre os cristãos: Amônio teria morrido não por não renunciar a fé, mas sim por um crime comum. Ele afirma ainda que Cirilo estava consciente disso e deixou o episódio cair no esquecimento.

#### Assassinato de Hipácia

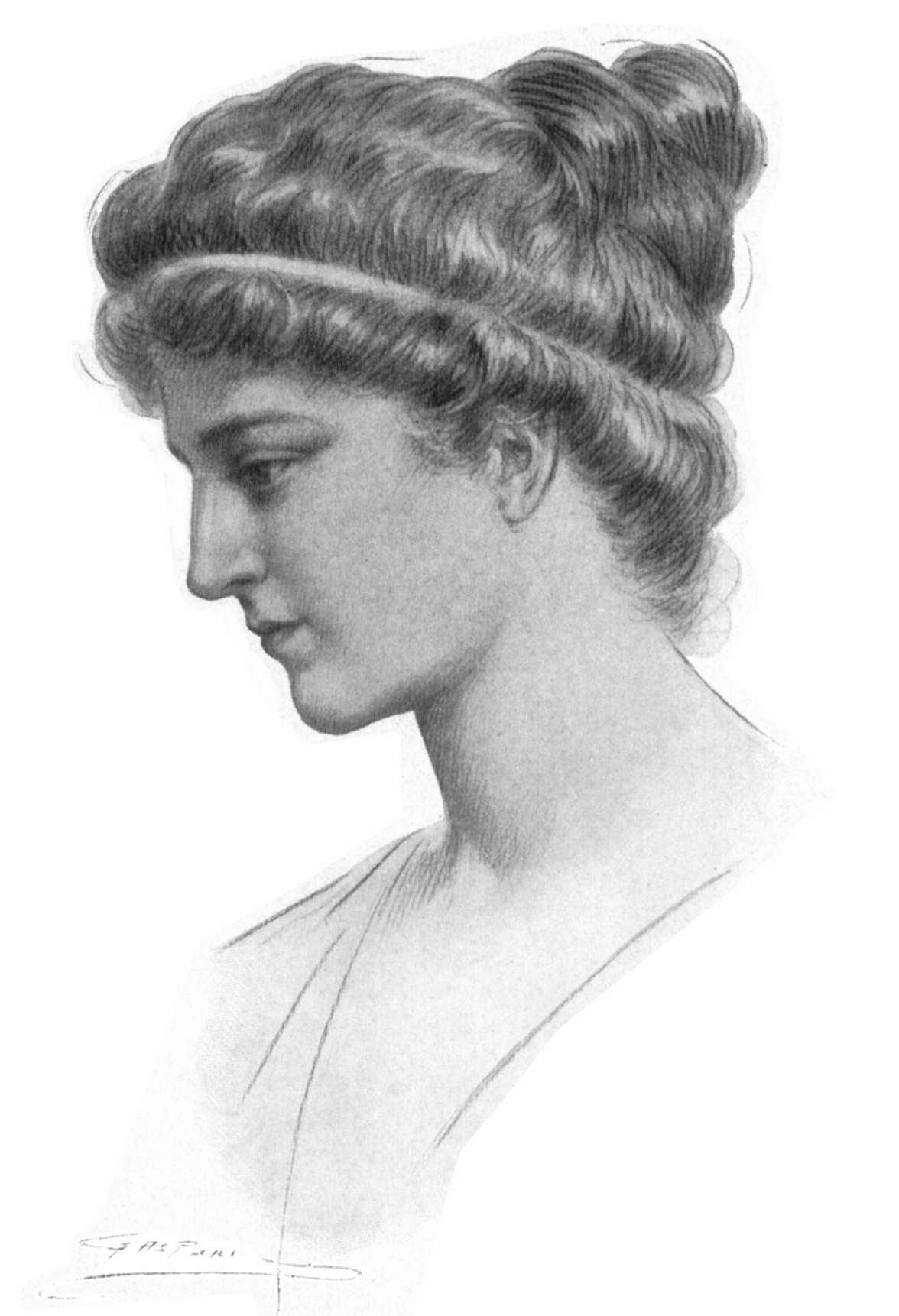
Hipácia, segundo uma gravura tradicionalmente usada para representá-la

Na época, morava em Alexandria a filósofa chamada Hipácia. Pagã e neoplatonista, era considerada muito sábia e virtuosa, mesmo pelos cristãos. Entretanto, corriam boatos de que ela prevenia Orestes, seu amigo, contra Cirilo. Assim, na quaresma de 415 (ou 416), uma multidão, incitada por um leitor chamado Pedro, tomou-a de sua carruagem, arrastou-a até uma igreja e a assassinou, desmembrando-a e queimando seu corpo. Gibbon afirma que os seus assassinos foram salvos através do pagamento de um suborno.
A relação de Cirilo com o ocorrido é controversa. Sócrates e Gibbon afirmam que sua morte trouxe opróbrio para a Igreja de Alexandria e seu patriarca, mas não mencionam envolvimento de Cirilo. Damáscio, por sua vez, atribui explicitamente o assassinato ao patriarca, que teria inveja de Hipácia; a Enciclopédia Católica, porém, lembra que Damáscio escreveu muito depois do fato e afirma que ele repudiava os cristãos. Vários autores tendem a atribuir culpa ou responsabilidade indireta ao patriarca: ele teria incitado as multidões com seus discursos, mesmo não dando ordens explícitas. Segundo Mangasarian, Cirilo não gostava da popularidade de Hipácia. "Acreditava que ela estava competindo com o cristianismo, levando para longe de Cristo homenagens que pertenciam a ele (...) Ela estaria roubando de Deus os seus direitos e devia cair. Tal foi o raciocínio de Cirilo, que a Igreja canonizou."  Outros afirmam, porém, que as multidões agiram por iniciativa própria e que Cirilo não tinha controle da situação. De qualquer forma, o episódio ficou associado a Cirilo.
Também há algumas dúvidas sobre as motivações. McGuckin cogita que o crime teria sido resultado de uma tentativa de conversão forçada. Algumas pesquisas modernas creem que o episódio resultou do conflito de duas facções cristãs: uma mais moderada, ao lado de Orestes, e outra mais rígida, seguidora de Cirilo.
Depois do conflito, diz Sócrates, Cirilo tentou reconciliar-se com Orestes, escrevendo-lhe e enviando mensageiros, sem sucesso.

### Polêmica com Nestório e Concílio de Éfeso
Entre 427 e 428, Nestório, um monge nativo de Germanícia que vivia em Antioquia, foi nomeado patriarca de Constantinopla. Seguindo a tradição da escola teológica síria, Nestório se opunha ao uso do termo Teótoco (em grego, "mãe de Deus") para se referir à Virgem Maria. Cirilo, porém, defendia e incentivava o uso do termo como consequência natural da natureza única de Cristo defendida pela tradição alexandrina; assim, em 429, ele escreveu uma carta pascal apoiando o uso do título. Os patriarcas trocaram correspondências em um tom relativamente moderado até que Nestório enviou seus sermões ao Papa Celestino I pedindo sua opinião, mas não obteve resposta. Posteriormente, Cirilo também escreveu ao papa solicitando que ele referendasse a sua opinião em decreto.
O papa decidiu a favor de Cirilo e delegou ao patriarca alexandrino a autoridade para depor Nestório e impor um prazo de dez dias para que ele demonstrasse arrependimento e realizasse sua penitência. Cirilo escreveu a Nestório em tom pouco conciliatório repassando-lhe estas exigências. Além disso, ele acrescentou à carta doze anátemas que o patriarca bizantino deveria confirmar. Estes anátemas, acrescentados por conta própria por Cirilo, seriam a fonte de grande polêmica nos anos seguintes.
O imperador Teodósio II e as igrejas do oriente resistiram ao veredito papal e o imperador convocou um concílio ecumênico em 431, a ser realizado em Éfeso. Nestório chegou à cidade logo após a Páscoa enquanto Cirilo, acompanhado de uma grande comitiva, chegou por volta do Pentecostes. Já aliado a Mênon, o bispo de Éfeso, Cirilo fechou as portas de todas as igrejas da cidade a Nestório e colocou a população da cidade contra ele.
Enquanto isso, João de Antioquia e os enviados do papa, que determinariam se Nestório poderia ou não participar no Concílio, se atrasaram. Cirilo temia que João estaria do lado de Nestório e que estivesse tentando ganhar tempo para seu adversário. Assim, no dia 22 de junho, antes da chegada dos emissários papais e dos bispos do oriente, Cirilo abriu os trabalhos do concílio na posição de presidente e representante papal (embora não tivesse sido comissionado para tal), a despeito do pedido de sessenta e oito bispos e de Candidiano, o representante imperial, para que aguardasse. Esses bispos e o representante do imperador acabaram excluídos do concílio. Cirilo também mandou quatro bispos para convocar Nestório, mas o patriarca de Constantinopla não os recebeu.
Sem a participação dos sessenta e oito bispos, expulsos, dos bispos do oriente que ainda não haviam chegado, de Nestório e de Candidiano, o concílio foi unânime: as cartas de Cirilo foram declaradas compatíveis com o Primeiro Concílio de Niceia e com a doutrina dos Pais da Igreja. Houve uma condenação unânime, sem discussão e uniforme até mesmo no estilo, a Nestório, que deveria ser deposto e excomungado. Entretanto, em 26 ou 27 de junho, João e sua comitiva de bispos chegaram a Éfeso. Depois de se reunirem com Candidiano, ele e os demais bispos do oriente declararam outro concílio, que condenaria Cirilo e Mênon por apolinarianismo e anomoeanismo através de outros doze anátemas. Em resposta, Cirilo e Mênon depuseram também João de Antioquia.
Enquanto isso, o caos irrompeu em Éfeso. Mênon fechou as igrejas aos bispos orientais e colocou guardas na catedral da cidade, que Candidiano tentou tomar com o apoio das tropas imperiais, sem sucesso. O conflito entre os partidários de Cirilo e de Nestório chegou às raias da violência física. Teodósio, que buscava o acordo entre as partes, por argumentação ou por intimidação, concedeu amplos poderes a seus representantes efésios e chegou a promover um concílio alternativo, nos arredores da cidade, com alguns representantes de cada facção. Entretanto, os orientais não cediam aos argumentos e os ocidentais, em maior número e com apoio papal, rejeitavam a reconciliação. Após três tumultuados meses, Teodósio dissolve o concílio e ameaçou destituir Cirilo, João e Mênon. Depois de algum tempo sob custódia, Cirilo e João retornam a suas dioceses e o imperador finalmente adotou a posição de Cirilo: Nestório foi deposto e exilado, primeiro em Antioquia, depois em Petra e posteriormente no Grande Oásis do Egito.
Em 432, morreu o papa Celestino I e seu sucessor, Sisto III, corroborou o resultado do concílio presidido por Cirilo. Depois de alguma resistência, ele convenceu João de Antioquia a se reconciliar com o patriarca alexandrino. Após o concílio, Cirilo escreveu ainda vários tratados, cartas e sermões. Foi patriarca alexandrino por trinta e dois anos e reinou até a sua morte em 9 ou 27 de junho 444.

## Obra
Cirilo foi um arcebispo erudito e um escritor prolífico. Nos primeiros anos da sua vida ativa na Igreja, escreveu exegeses diversas, entre elas um "Comentários sobre o Antigo Testamento", um "Thesaurus", um "Discurso contra Arianos", um "Comentário sobre o Evangelho de João" e os "Diálogos sobre a Trindade". Embora seja hoje lembrado pelo seu papel no Concílio de Éfeso e pelos eventos tumultuosos de seu patriarcado, é lícito crer que Cirilo imaginava que seus comentários bíblicos seriam seu legado mais relevante. Em 429 as controvérsias cristológicas aumentaram sua produção literária a ponto de seus adversários não conseguirem acompanhar. Seus escritos fazem frequentemente alusão às doutrinas dos demais Padres da Igreja.
Por sua luta em defesa do título de Teótoco (Mãe de Deus), durante o Concílio de Éfeso (431), a Liturgia da Palavra, a leitura recomendada pela Igreja Católica para a comemoração de Cirilo é exatamente uma defesa do título.
Abundam no estilo da prosa de Cirilo as construções incomuns e peculiaridades dos textos produzidos em Alexandria. Sua preferência por formas arcaicas áticas é notável, assim como as frases longas e intrincadas, com várias orações subordinadas e construções complicadas. Por isso, até seu estilo literário é controverso. Por vezes descrito como uma variedade poética de prosa, este estilo é considerado por muitos complexo, verboso e desagradável para o leitor moderno. Robert Wilken afirma que ele é "prolixo e túrgido, uma infeliz sinergia de grandiloquência e afetação"; L. R. Wickham diz que há, nos textos de Cirilo, "toda a feiura erudita do Albert Memorial ou dos móveis do Segundo Império." O próprio Nestório classificou o texto de Cirilo como pomposo e difícil de ler. McGuckin, porém, tende a ser mais benévolo — enquanto reconhece que a prosa do patriarca é densa e difícil, sugere que esta dificuldade não deriva somente do estilo, mas também das sutilezas dos argumentos.
Para Cirilo, tal afetação provavelmente apresentava-se como sinal de erudição e prestígio; de fato, após o cristianismo tornar-se a religião oficial do Império Romano, seus autores passaram a adotar menos o idioma vernáculo (como o koiné era, no Novo Testamento), adotando cada vez mais formas antigas, especialmente áticas. O resultado foi uma prosa por vezes distanciada dos significados que queria transmitir e um tanto artificial.

## Comemorações
A Igreja Ortodoxa e as igrejas orientais celebram seu dia em 9 de junho e novamente, junto com o Atanásio de Alexandria, em 18 de janeiro. A Igreja Católica não o comemora no calendário tridentino; sua celebração foi adicionada apenas em 1882, sendo 9 de fevereiro o seu dia. Aqueles que usam calendários anteriores à revisão de 1969 ainda observam este dia, mas a revisão atribuiu ao santo o dia 27 de junho, tradicionalmente o dia de sua morte. A mesma data foi escolhida para o calendário luterano. Em 9 de abril de 1944, por ocasião do 15º centenário da morte de São Cirilo, o Papa Pio XII promulgou a encíclica Igreja Oriental (Orientalis Ecclesiae).